# Библиотека искусств имени А. П. Боголюбова

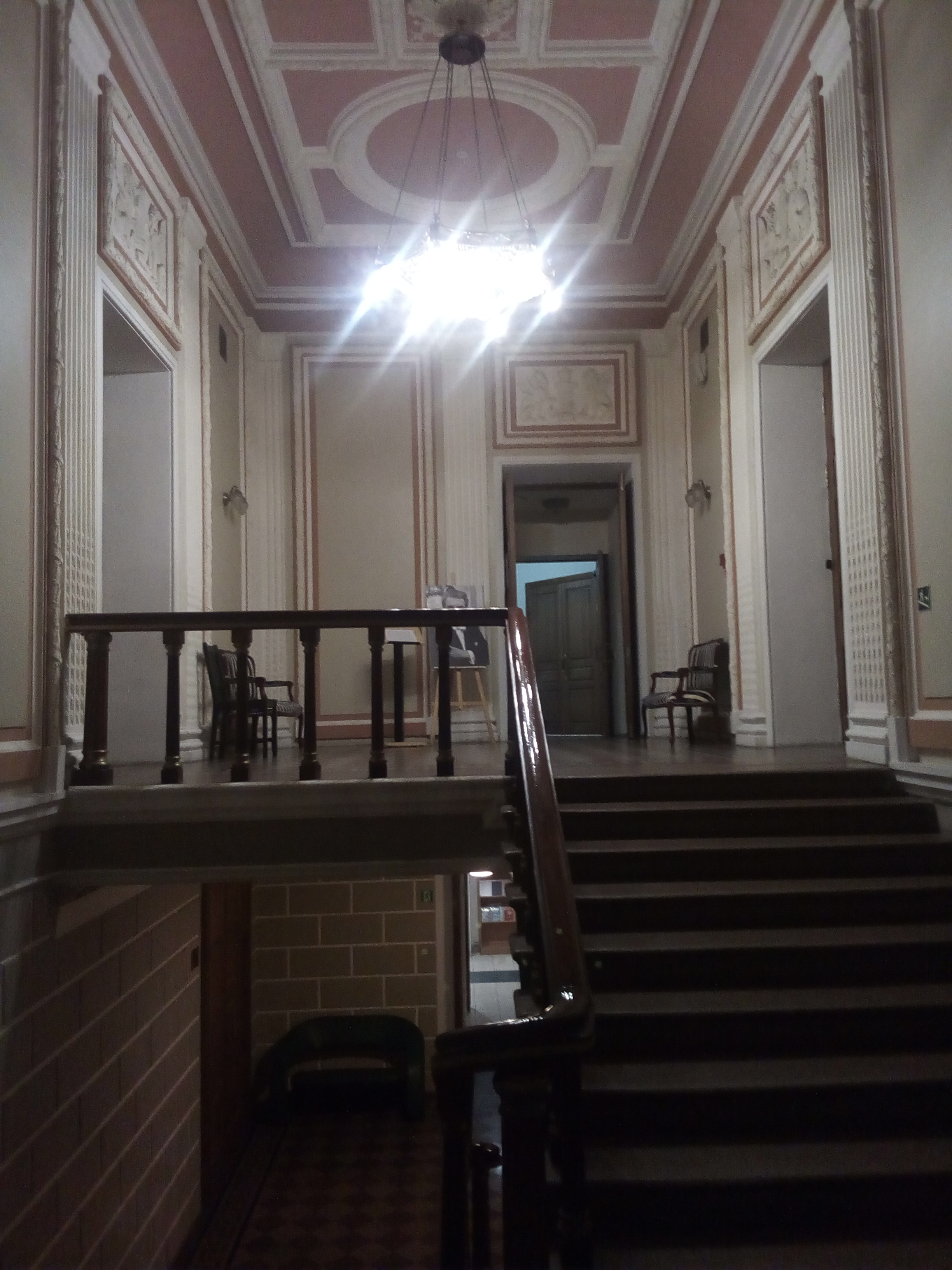
Парадная лестница

Библиотека искусств им. А. П. Боголюбова — старейшая библиотека Москвы, созданная в 1919 году; находится на Сущёвской улице. Библиотека в настоящее время обладает крупнейшим в Москве фондом музыкальной литературы, насчитывающим более 100 000 единиц хранения и охватывающим все области культуры.

## История библиотеки
Библиотека основана в 1919 году как библиотека при Сущёвско-Марьинском клубе рабочих, затем получила название «библиотека имени Сурикова», и, наконец, с 1996 года является «библиотекой имени А. П. Боголюбова».
В 1878 году известный художник-маринист А. П. Боголюбов построил здесь деревянную избу-мастерскую. В 1890-х годах здание перешло к Н. С. Третьякову, племяннику знаменитого коллекционера и мецената П. М. Третьякова. Новый владелец не стал разрушать деревянную мастерскую, а повелел пристроить к ней со стороны улицы каменное строение. Автором проекта стал архитектор А. Э. Эрихсон.
Вплоть до 1998 года здание состояло из двух совершенно разных частей: фасадной каменной, и находящейся за ней деревянной. В 1998 году деревянная часть была снесена и вместо неё выстроено новое здание.

## Структура библиотеки
В библиотеке работают:
- нотно-музыкальный зал;
- абонемент;
- зал изобразительного искусства;
- медиатека;
- зал редкой книги;
- справочно-библиографический отдел.